# 石林
座標: 北緯24度49分31秒 東経103度19分25秒 / 北緯24.82528度 東経103.32361度

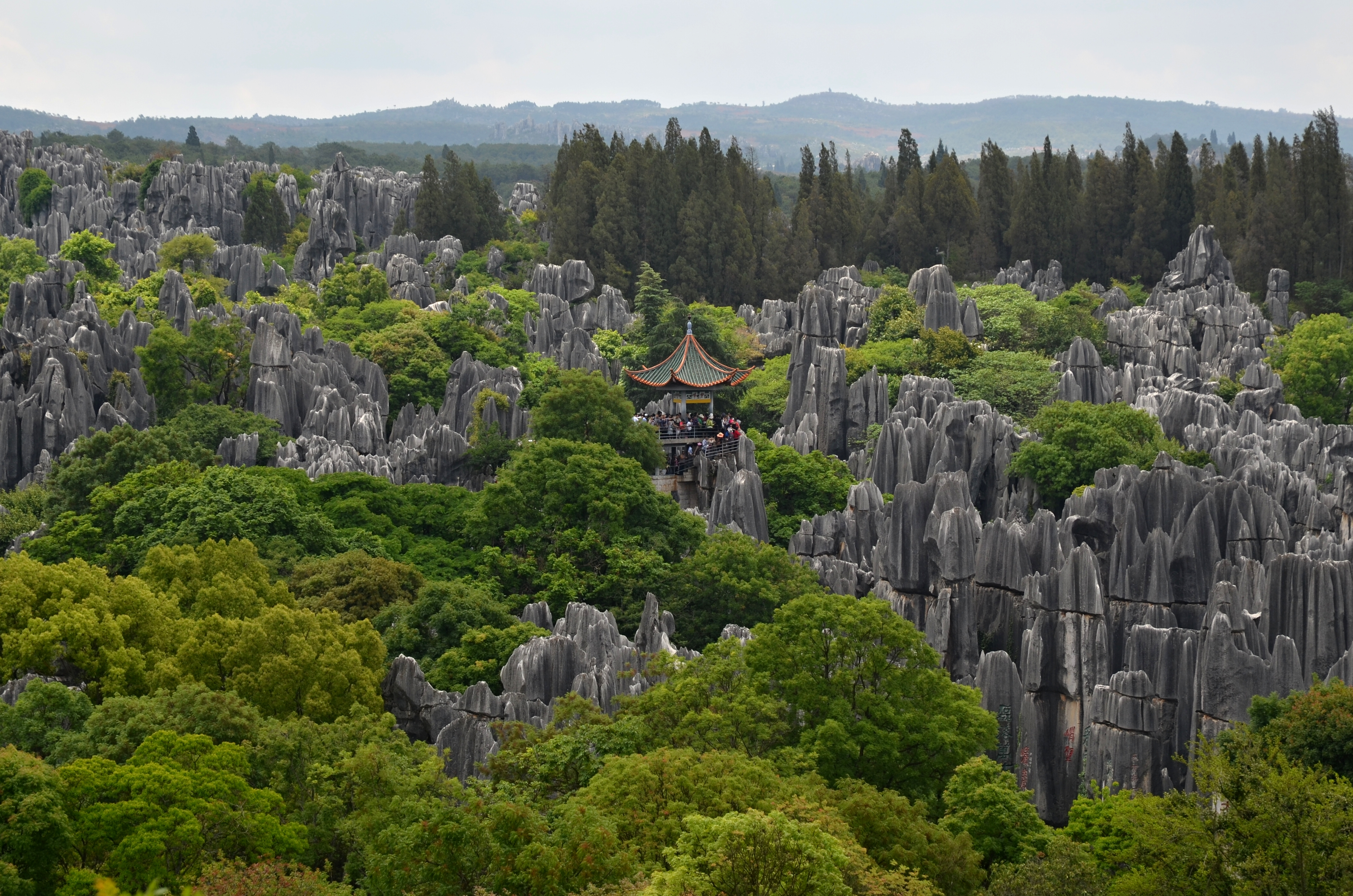
石林の全景

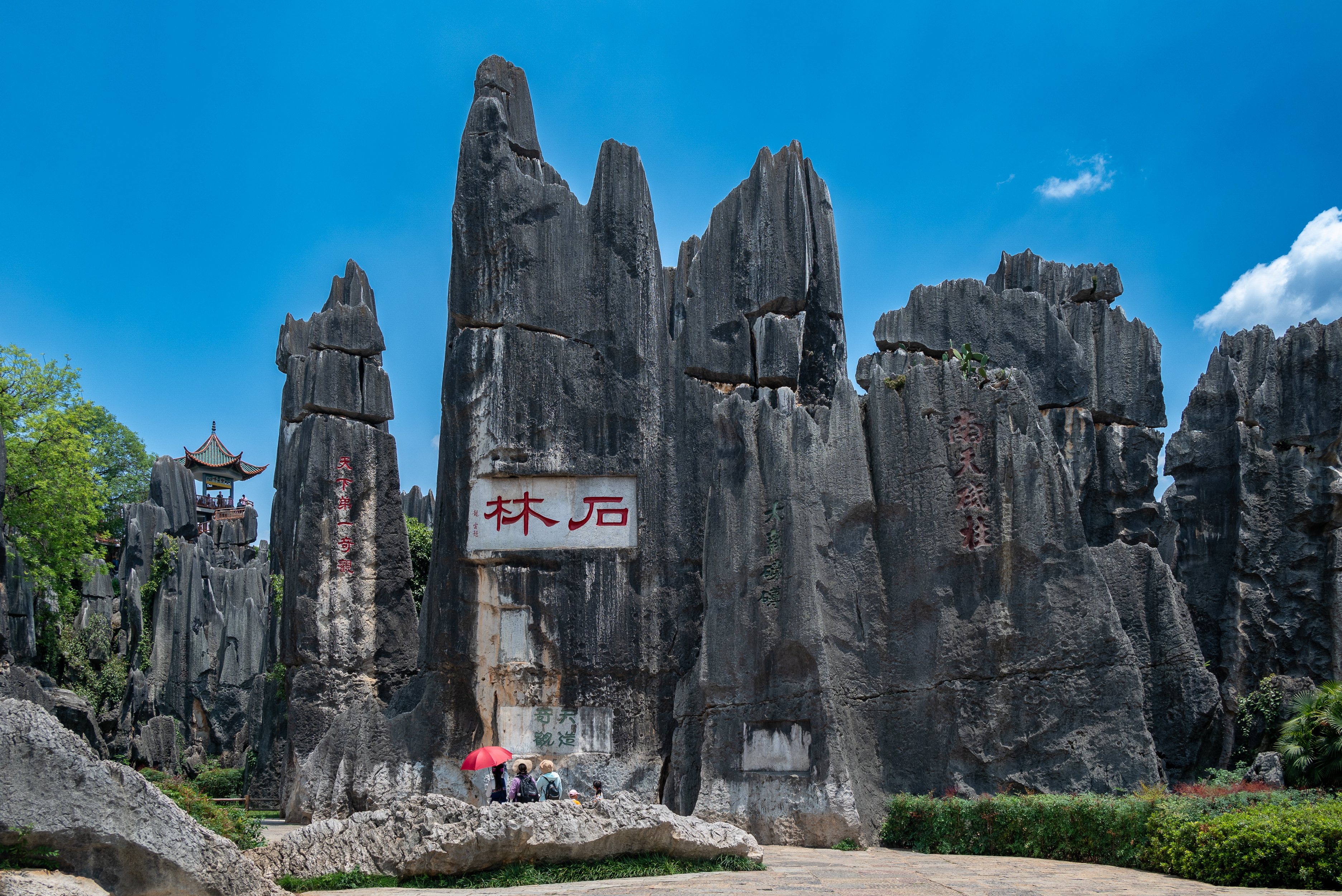
石林の入口

石林（せきりん）は、中華人民共和国雲南省石林イ族自治県にあるカルスト地形であり、名前の通りに高さ20~50 mの柱状または剣状、キノコ状、塔状の石灰岩の石が林のように立ち並ぶ地域である。路南石林（ろなんせきりん）、雲南石林（うんなんせきりん）とも呼ばれる。

## 概要
石林は2004年に世界ジオパークネットワーク（2015年以降はユネスコ世界ジオパーク）に登録され、2007年に登録されたユネスコの世界遺産「中国南方カルスト」の一部でもある。また、中国国内では1982年に中華人民共和国国家級風景名勝区、2007年に中国の5A級観光地にそれぞれ認定された。
石林は大石林と小石林の2つの区域からなり、入り口にある「石林」の二文字は1931年に雲南省政府主席を務めていた竜雲が書いたものである。所在地の路南イ族自治県もこの景勝地に因んで、1998年に石林イ族自治県に改称した。

## 形成

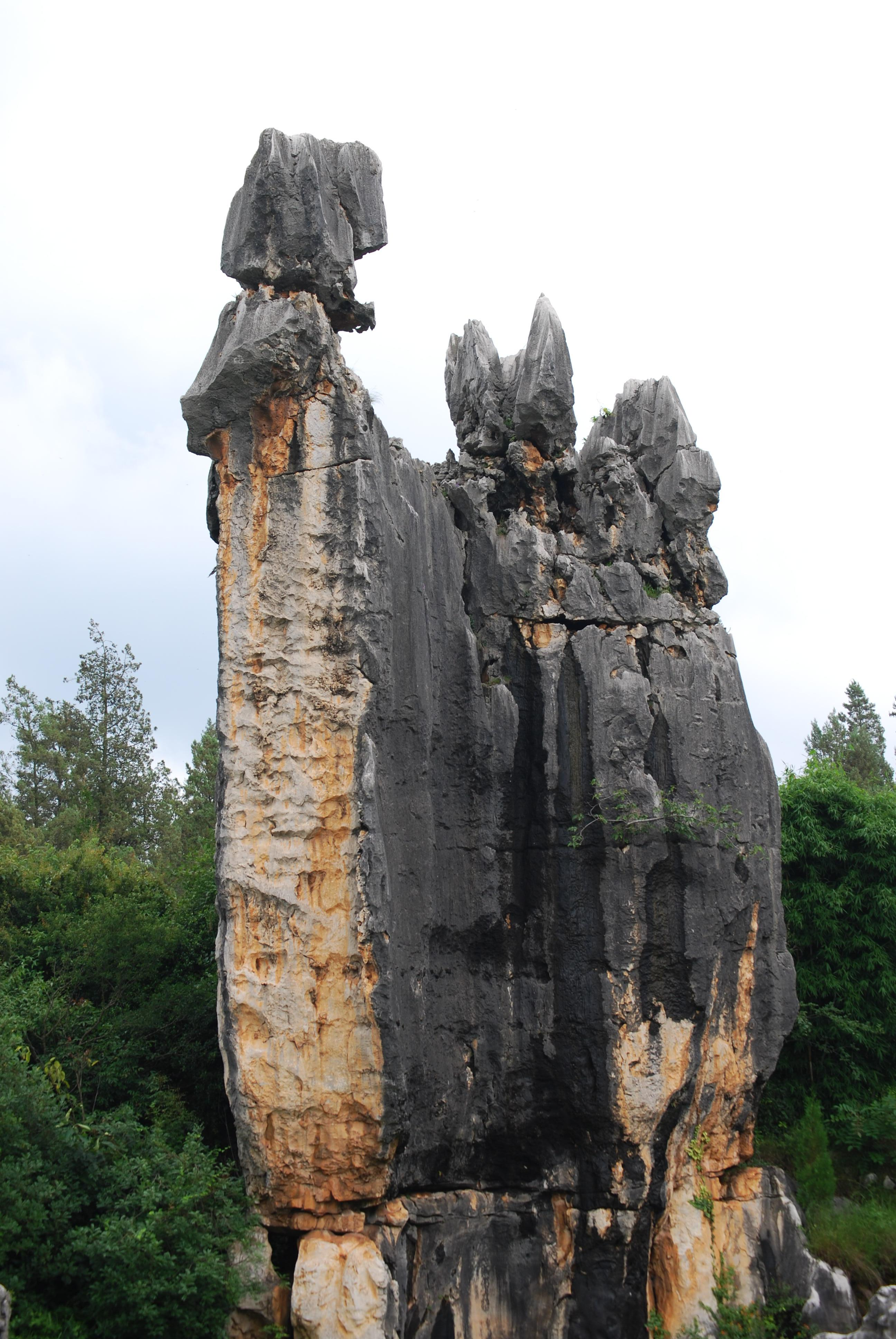
阿詩瑪の石峰

石林は現地の古生代後期以降の地質変化を示す代表的な地域であり、面積はおおよそ350 km2である。石林を含む雲貴高原一帯はデボン紀の時に海底であり、数千メートルの石灰質の貝殻が堆積し石灰岩と苦灰岩が形成した。石炭紀とペルム紀になると一帯は隆起し、その後の浸食作用・風化作用により現在の石林が形成した。また、過去に海底であったため、石林には大量のサンゴ、腕足類、頭足類、紡錘虫類の化石がある。

## 文化
石林県はイ族の支族・サニ人が長く暮らす土地で、サニ語の口承文学『阿詩瑪』（アシマ）という叙事詩の主人公、アシマの故郷である。石林にはアシマが変化したと言われる石もある。